# Савиново (Омская область)
Савиново — деревня в Тюкалинском районе Омской области России. Входит в состав Старосолдатского сельского поселения.

## География
Расположено в лесостепной зоне Ишимской равнины, относящейся к Западно-Сибирской равнине, на востоке Тюкалинского района, у р. Оша (левого притока Иртыша).
Улица одна — Центральная.

## История
Основана в 1836 г..
К 1928 году центр Савиновского сельсовета Тюкалинского района Омского округа Сибирского края.

## Население
| 1926 | 2010 |
| ---- | ---- |
| 930  | ↘20  |

### Гендерный состав
По данным Всероссийской переписи населения 2010 года в гендерной структуре населения из 20 человек мужчин — 12, женщин — 8 (60,0 и 40,0 % соответственно).

### Национальный состав
В 1928 г. основное население — русские.
Согласно результатам переписи 2002 года, в национальной структуре населения русские составляли 78 % от общей численности населения в 50 чел..

## Инфраструктура
Личное подсобное хозяйство. В 1928 году состояла из 162 хозяйств.

## Достопримечательности
На окраине селения в 1995 году А. В. Халтурины было открыто поселение Савиново I с фрагментами лепной керамики саровского этапа кулайской культуры. Поселение расположено на краю мыса, образованного левобережной террасой р. Оша и логом, её прорезающим. Высота этой террасы 5 м, а река находится в 20 м.

## Транспорт
Деревня доступна автотранспортом. В 700 метрах к северу проходит дорога регионального значения 52 К-34 «Старосолдатское — Колосовка» (идентификационный номер 52 ОП РЗ К-34).